# 愛してよ
『愛してよ』（あいしてよ）は、2005年に公開された日本映画。福岡芳穂が監督を手がけた、母子の心の行き違いや強い絆を描いた作品である。にいがた国際映画祭2005正式出品作品。リージョナル・フィルム・フェスティバル2004正式出品作品。

## 解説
10歳の息子ケイジをキッズ・モデルとして成功させようと奮闘するシングルマザーの美由紀。彼女は目的を達成するためには嘘も辞さない強引な女性だが、その一方で一人で子供を育てる不安にも揺れ動いている。子供は大事だが母親だって恋をしたい。誰かに頼りたい。そんな彼女を冷静に見つめつつ、ケイジもまた父親や友達のこと、いじめ、恋のことで傷つきながら様々なことを経験していく。親子の絆、大人たちの素直な感情とそれに傷つきながらも成長していく子供の姿が様々な社会問題を通して描かれる。
主人公の美由紀を演じる西田尚美をはじめ松岡俊介、野村祐人、鈴木砂羽、また福岡監督作品常連の菅田俊、筒井真理子など日本映画に欠かせない俳優陣が脇を固めている。

## 概要
- ケイジ役を演じた塩顕治は本作が映画初主演。大人たちの台詞に対する生のリアクションを大切にするため、彼には台本が渡されずに撮影が行なわれた。
- 本作は全編が新潟で撮影された。ロケ地は、ホワイトプラザ西堀、NEXT21 アトリウム、新潟三越、西堀通3番町、古町通3番町、新潟第一法律事務所、征谷小路、パーラーホリカワ古町店、ジョイア・ミーア、宝塚会館、ゆきしろ、燕ビル、旧日銀支店長宅、県民会館、りゅーとぴあ、APAガーデンコート弁天公園、アルタビル、ダンスィング・ドール、バスセンター、メディアバー、COZMIXビル、ラシントンカフェ、アナスタシア号、魚市場、朱鷺メッセ、わたじん楽器店、TeNY、ビッグスワン、船栄中学校、エル・シー・エス・ビル、日の出ニュータウン、海辺の森公園、焼鮒駅跡、ボー・デコール。
- 『お台場冒険王2006』にて特別上映された。（2006年8月26日）

## キャスト
- 中山美由紀 - 西田尚美
- 中山ケイジ - 塩顕治
- 沢木亘 - 松岡俊介
- 青山匠 - 野村祐人
- 江田島周 - 鈴木砂羽
- 山本アキラ - 伊山伸洋
- 高原タカシ - アレク
- エリカ - 牧野有佐
- 島田シオリ - 泉綾香
- タカシの父 ‐ 菅田俊
- タカシの母 ‐ 筒井真理子
- 大田社長 ‐ 大河内浩
- 正名僕蔵、あがた森魚、マギー、鷲尾真知子、本田博太郎

## 音楽
- 「殺人の追憶」「血と骨」 - ピアノ：岩代太郎

## DVD
- 『愛してよ』（2006年5月26日発売、販売元：ハピネット・ピクチャーズ）